# Infamous 2
Pour les articles homonymes, voir Infamous.
Infamous 2  (inFAMOUS 2 selon la graphie du logo) est un jeu vidéo d'action-aventure en monde ouvert développé par Sucker Punch Productions et édité par Sony Computer Entertainment. Il sort en 2011 sur PlayStation 3, et est une suite directe à inFAMOUS, sorti en 2009.

## Synopsis
À la fin du premier opus, Kessler nous dévoile par une vision du futur l'arrivée d'une terrible créature, « La Bête » (Némésis), et que Cole MacGrath lui seul est capable de vaincre. Mais pour cela, il doit acquérir plus de pouvoirs. Il fait la connaissance de Lucy Kuo qui lui demande de l'accompagner à New Marais pour rencontrer le professeur Sébastien Wolf qui détient les pouvoirs nécessaires pour la vaincre. Il s'y rend avec son ami Zeke et l'agent Kuo mais avant que le bateau ne parte, Cole voit une créature gigantesque et comprend que c'est trop tard : « La Bête » est déjà là. Il l'affronte mais prend une raclée et retourne au bateau en voyant Empire City en ruine. Il navigue alors vers la ville de New Marais. Mais là-bas, il va se faire de nouveaux ennemis comme la Milice, Joseph Bertrand III et les hommes de glace. Il va aussi rencontrer de nouveaux porteurs.
Bon Karma : Cole atteint New Marais et retrouve le docteur Wolfe, qui travaille avec Kuo, et prend L'IMS (Inhibiteur de Métasphère) qui peut absorber les pouvoirs de la Bête. Il prend un noyau d'énergie qui augmente ses pouvoirs mais qui le fait tomber dans un court coma pendant que le docteur est enlevé. Il tente d'interroger Bertrand, le chef de la milice, pour savoir où est Wolfe, puis cherche à le retrouver pour le faire s'évader avec l'aide de Kuo. Malheureusement, Wolfe meurt, Cole est blessé et Kuo est enlevée. Cole est anéanti car sans Wolfe, il lui est impossible de faire fonctionner l'IMS car il lui manque de nombreux noyaux d'énergie. Cependant Zeke dit à Cole que Kuo est peut-être dans les marécages. Cole s'y rend et rencontre une porteuse, Nix, qui lui donne un fragment. Pendant ce temps, Zeke, qui s'est fait engager par la Milice, connait désormais le lieu ou Kuo est retenue. Il propose à Cole de sauver des policiers pour faire diversion et sauver les prisonniers en cage. Nix propose de tout faire sauter et ainsi brûler les prisonniers. Cole choisit l'idée de Zeke et sauve Kuo qui est désormais en possession de ses propres pouvoirs. Cole jure de tuer Bertrand et aide Kuo à maîtriser ses pouvoirs et obtient un grand fragment. Nix lui montre où elle a eu ses pouvoirs, dans une situation très similaire à celle où Cole a eu les siens. Bertrand a déclenché l'explosion et Nix n'était pas loin. Cole se demande si Nix n'était pas sur le lieu de l'explosion pour avoir de tels pouvoirs. Qu'en était-il de Bertrand qui était au centre ? Il apprend que l'objet qui permet de combiner deux pouvoirs va être mis dans un fort. Kuo propose de secourir des policiers atteints de l’épidémie et Nix propose de se déguiser en soldat de la Milice et de tuer tout le monde. Cole choisit l'idée de Kuo et sauve les policiers de Laroche, le chef de la brigade, et parvient à retrouver la machine. Nix et Kuo veulent partager leurs pouvoirs avec Cole qui choisit les pouvoirs de Kuo au grand dam de Nix qui s'enfuit. Pendant que Cole est blessé, Bertrand s'enfuit en hélico mais est finalement stoppé par ce dernier. Pendant que celui-ci cherche sa dépouille, un gros monstre fait surface et après un grand combat, Cole reconnait Bertrand qui s'échappe sur l'autre Île. Au bout d'un moment Nix dit à Cole que Bertrand crée et dresse ses monstres et elle veut les dresser pour tuer Bertrand. Kuo propose de tout révéler au public en prenant Bertrand en photo. Cole accepte, mais Nix libère des monstres quand même. Une fois l’identité de Bertrand révélée, John se présente devant Cole et donne à Cole un pouvoir qui lui permet de voir les gens condamnés par l’épidémie. Cole apprend que John n'est autre que la Bête et qu'il peut utiliser ses pouvoirs comme une Métasphère et activer tous les porteurs encore vivants, ce qui les soignerait mais tuerait tous les non-porteurs. Cole tue Bertrand et se rend compte que Zeke est contaminé et mourant, et que seul l'IMS peut détruire l'épidémie. Alors qu'il tente de l'utiliser, Cole comprend que l'IMS ne va pas seulement tuer la bête, mais tous les porteurs, c'est-à-dire lui, Kuo et Nix. Il les met alors au courant pour John et ses pouvoirs. Il a alors le choix : John et son plan pour les porteurs ou bien qu'il accepte de mourir. Après avoir décidé d'utiliser l'IMS, Kuo tente de lui voler. Alors un combat entre lui et la Bête s'ensuit où Nix meurt. Cole active l'IMS en avouant a Kuo qu'il a peur. Tous les porteurs meurent et l’épidémie disparait. Cole devient le sauveur de New Marais et est mis sur un bateau avec Zeke qui part…
Mauvais Karma : Cole choisit de brûler vifs les prisonniers pour sauver Kuo et prendre les pouvoirs de Nix. Alors qu'il se rend compte qu'il va mourir s'il active l'IMS, Cole et Kuo s'allient à la Bête pour tuer les non-porteurs. Cole tuera Nix et Zeke puis obtiendra les pouvoirs de John pour devenir la nouvelle Bête…

## Apparence du héros
Le héros Cole MacGrath changera en apparence. Son apparence a été changée et figure sur les premières vidéos et démos jouables dans lequel il possède un charisme plus prononcé par rapport au premier opus où il figurait passe partout. Mais devant une réaction des joueurs en défaveur d'un tel changement d'apparence du héros, les développeurs ont décidé de faire marche arrière et donc de reprendre le look précédent de Cole. Dans la version finale, son look reste le même, le seul changement étant une cicatrice à l'œil droit et une arme dans le dos. Mais après, le Karma de Cole peut modifier son apparence: s'il est mauvais, sa cicatrice va se voir davantage, sa peau va pâlir et ses vêtements vont devenir plus sombres. Mais s'il est bon, il aura vive allure et ses vêtements vont être clairs.

## Environnements
La ville que le héros arpentera ne sera plus inspirée par New York mais par La Nouvelle-Orléans, dont le nom New Marais est lui aussi inspiré.

## Personnages
- Cole MacGrath (Eric Ladin) : à la suite de la destruction d'Empire City, Cole se tourne alors vers New Marais à la recherche de puissance pour vaincre la Bête.
- Lucy Kuo (Dawn Olivieri) : agent de la NSA possédant le gène des porteurs tout comme Cole. Elle était la partenaire de John White du premier opus. Ses pouvoirs de glace se déverrouillent dans le courant de l'histoire. Elle est généralement sage, froide. Elle incarne le bon côté de Cole lors des choix de karma. C'est l'opposé de Nix et ne cesse de se chamailler avec elle.
- Zeke Dunbar (Caled Moody) : Moins effacé que dans le premier opus. Zeke essaye dans ce second de racheter l'amitié de Cole, mais commence à montrer des symptômes étranges.
- Nix (Nika Futterman) : Connue dans New Marais comme étant la sorcière des marais. Nix est indifférente et froide préférant des méthodes relativement destructives sans se soucier des gens. Elle maîtrise l'huile,le pétrole et le feu mais peut, également se téléporter. Elle incarne le mauvais côté de Cole lors des choix de karma. C'est l'opposé de Kuo et ne cesse de se chamailler avec elle.
- Joseph Bertrand III (Graham McTavish) : le chef de la terrible Milice. L'un des principaux antagonistes du jeu, il est également Porteur. Ainsi, il se transforme en énorme créature lorsqu'il s'énerve. Il a également le pouvoir de transformer les civils en monstres.
- John White (Phil LaMarr) : ancien coéquipier de Kuo, White est aussi Porteur. Son identité secrète n'est autre que la Bête. Il peut repérer des Porteurs et les soigner de l'Épidémie, mais a la mauvaise manie de tuer tous les autres.
- Docteur Sebastien Wolfe (Michael Ensign) : le Docteur Sebastien Wolfe a été repéré par Kuo lorsqu'elle apprit l'existence de la Bête. Il est la seule personne à savoir augmenter les capacités des Porteurs, c'est pour cela que les protagonistes quittent la ville pour chez lui, à New Marais. Il meurt assassiné par un commando de la Milice au cours du jeu.
- Rosco Laroche (Jim Meskimen) : chef d'une brigade de rebelles luttant contre Bertrand et ses sbires, Laroche est un homme qui en sait long sur New Marais. Il fait la connaissance de Cole lorsque sa nièce sera sauvée par MacGrath. À partir de là, il les aidera tout le long du jeu.
- Sara (Ava Gaudet) : la nièce de Laroche. Elle est victime d'une tentative d'offrande contre son gré de la part des Monstres des Marais, mais est sauvée par Cole. Elle le conduit à son oncle ensuite, mais ne réapparaît plus du jeu ensuite.

## Pouvoirs
Lors du prologue de InFamous 2, Cole se fait vider de ses pouvoirs par la Bête mais au fur et à mesure de l'histoire, il les récupère et en débloque de nouveaux. Contrairement au premier opus où il fallait seulement de l'experience pour acheter ses pouvoirs, dans InFamous 2, il faut réaliser une cascade particulière et Cole peut maintenant varier ses pouvoirs en passant d'un Éclair à un autre par exemple.

## Doublages Français
- Guillaume Orsat : Cole MacGrath
- Jérôme Pauwels : Zeke « Jedidiah » Dunbar
- Laurence Dourlens : Lucy Kuo
- David Krüger : Joseph Bertrand III
- Bernard Métraux : Rosco Laroche

## Musique
La plupart des musiques présentes ont été faites spécialement pour le jeu. 
L'une des musiques les plus marquantes faite pour le jeu est "Fade Away" de The Black Heart Procession. C'est la musique d'outro du jeu.